# Thermi
Thermi (în greacă Θέρμη, transliterat: Thermi) este o suburbie sud-estică a orașului Salonic și o comună (demă) din unitatea regională Salonic⁠(d), regiunea Macedonia Centrală, Grecia. Ea este situată pe locul vechiului oraș Therma și are, conform recensământului din 2011⁠(d), o populație permanentă de 53.201 locuitori.

## Comuna Thermi

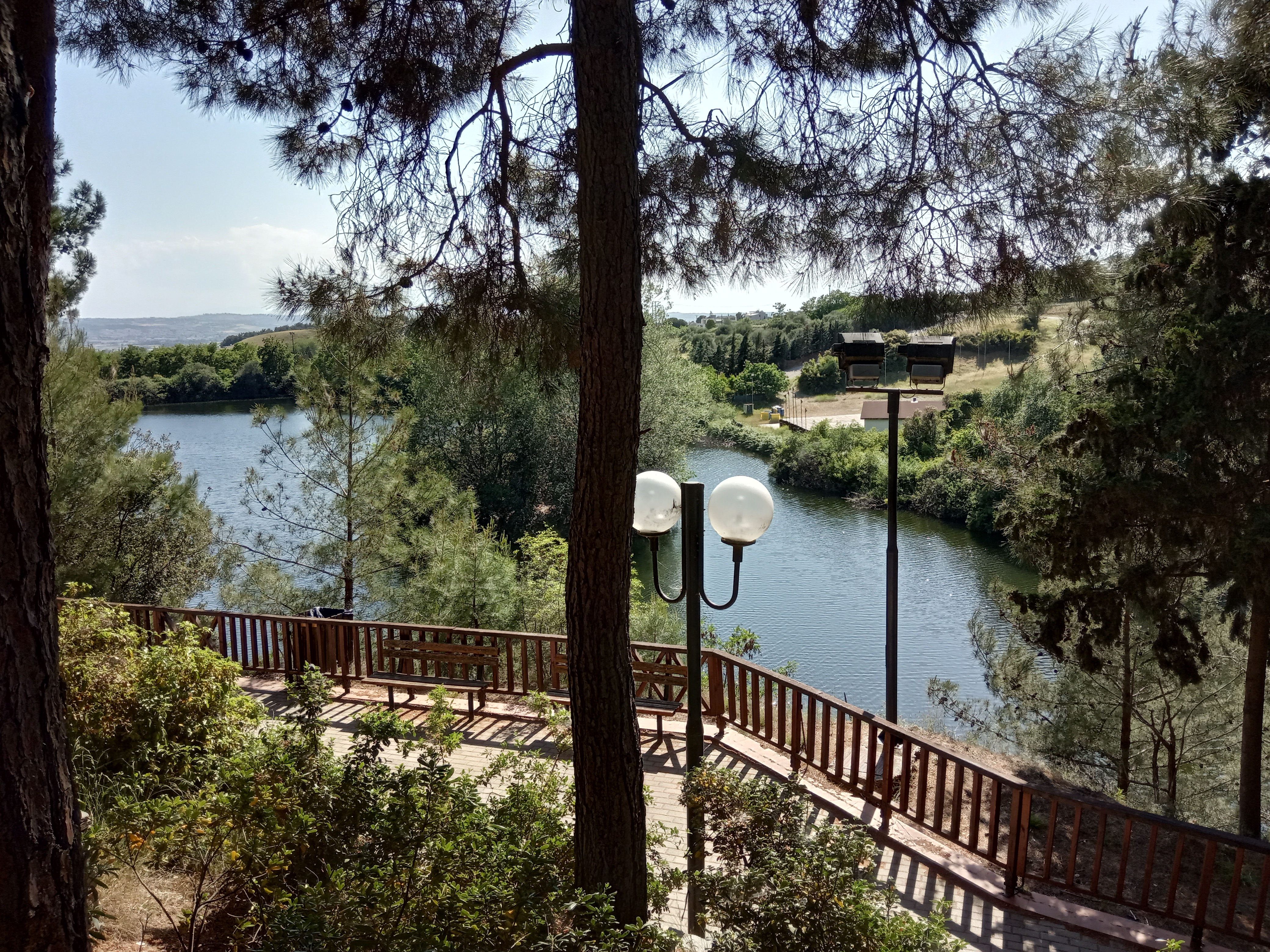
Lacul de acumulare Thermi

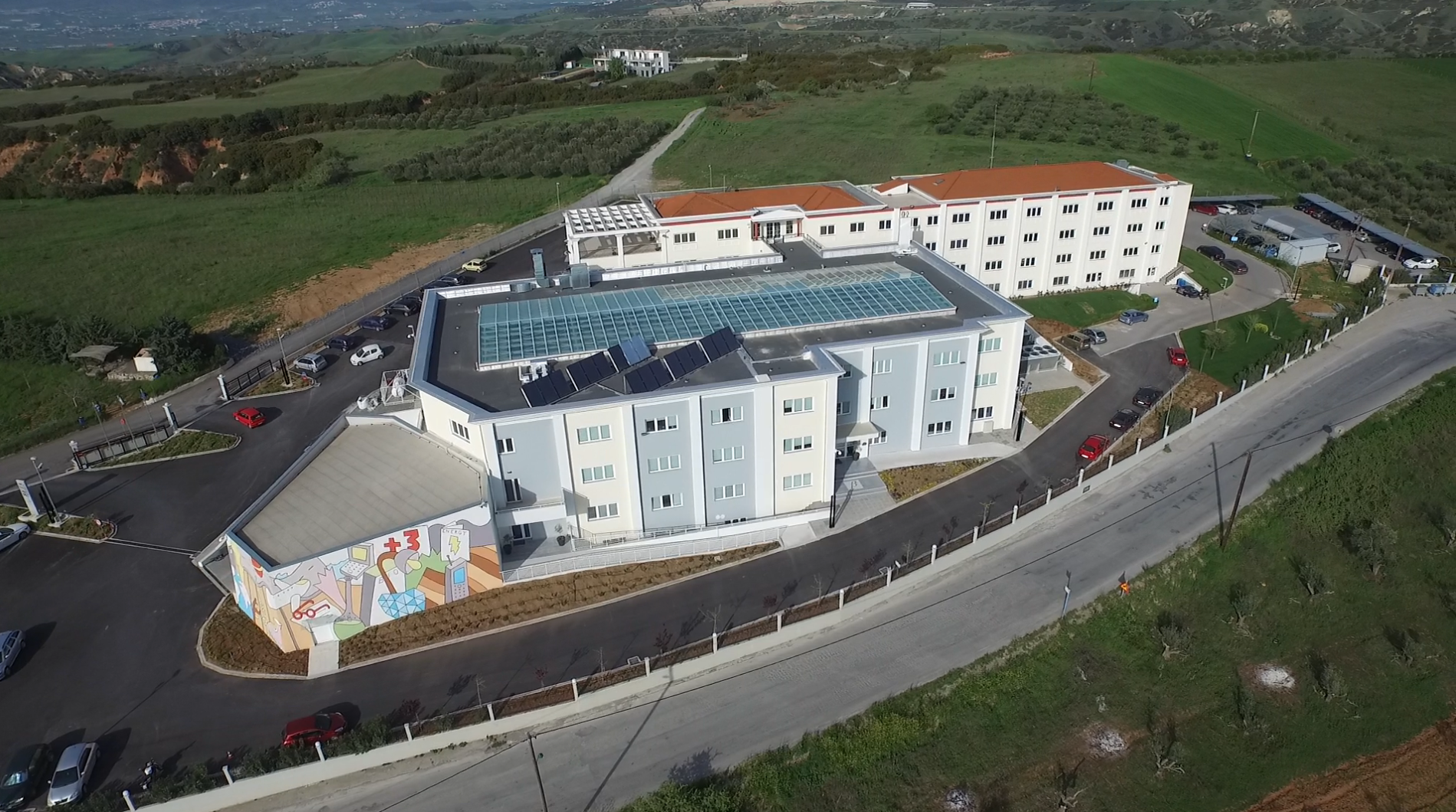
Centrul tehnologic al BETA CAE Systems

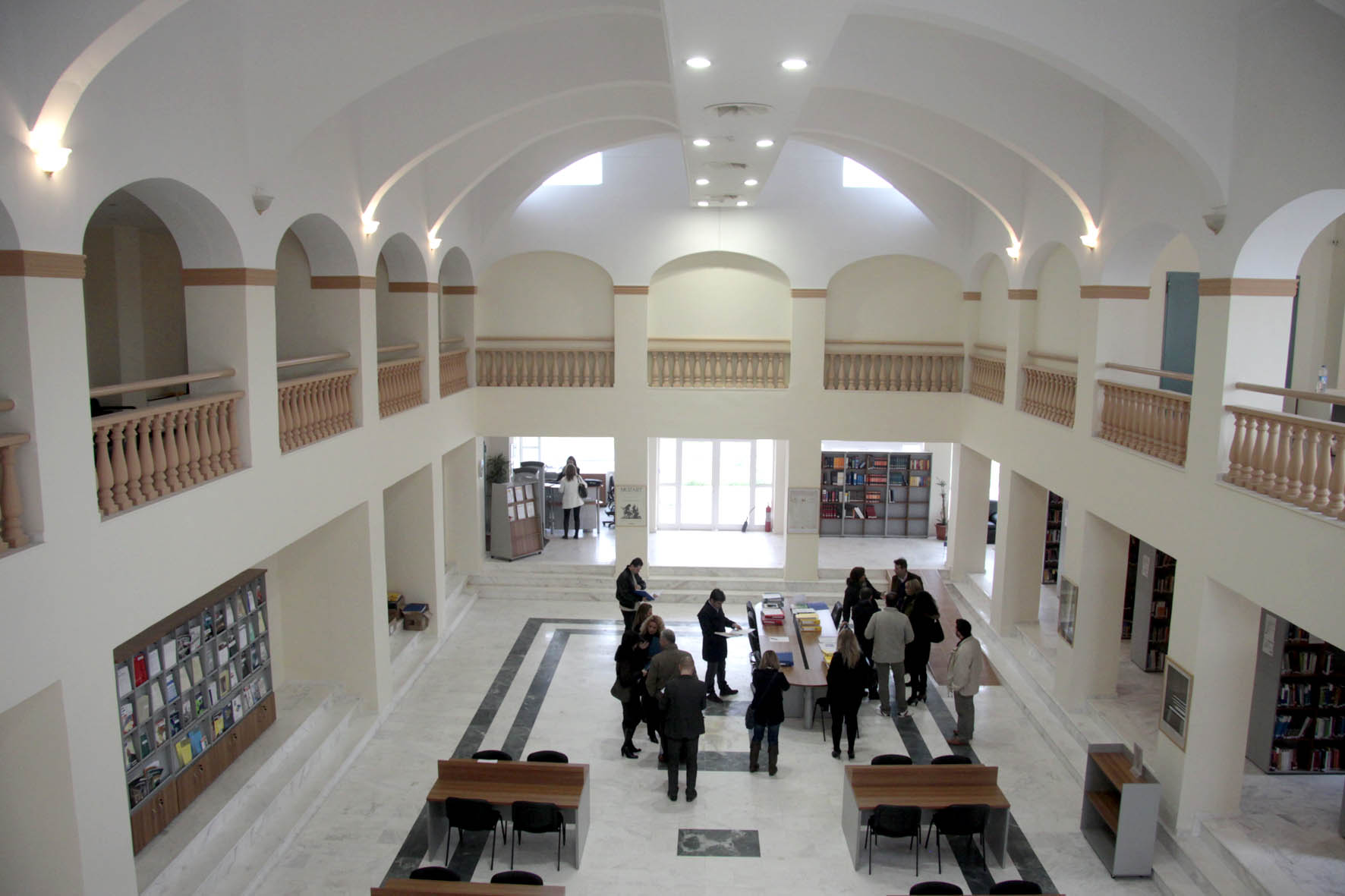
Spațiu interior al International Hellenic University

Comuna Thermi a fost formată în urma reformei administrației locale din 2011, prin fuziunea a trei foste comune, care au devenit unități municipale:
- Mikra
- Thermi
- Nea Raidestos
- Vasilika

Comuna Thermi are o suprafață de 382,106 km2, unitatea municipală Thermi are o suprafață de 100,943 km2, iar localitatea Thermi are o suprafață de 55,90 km2.

## Educație
Pinewood - The American International School este situată în comuna Thermi.